# Allt du önskar
Allt du önskar var Sveriges Radios julkalender 2011. Sara Kadefors stod för manus och regi, medan adventskalendern illustrerades av Peter Bergting. Allt du önskar producerades av Produktionsbolaget Filt.

## Handling
11-åriga Elvira flyttar till familjen Lancelot veckorna före jul. Där får hon allt hon önskar sig, men misstänker att något inte står rätt till.

## Rollista (i urval)
- Mathilda Lindström - Elvira
- Katrin Sundberg - Bianca
- Lennart Jähkel - Edward
- Samuel Ram - Sebastian
- Eva Melander - socialtanten Eva, skolfröken och Eva-Britt
- Jessica Liedberg - Mamma Karin, Mamma Danielsson och Tant
- Alicia Cubas - Maja
- Alva Ehn - Fanny
- Christer Fant - Melker, betjänten
- Willjam Lempling - Leo
- Roger Dackegård - Henrik Henriksson
- Måns Mosesson - Pappa Danielsson
- Torsten Buddee Ross, Oscar Sjöberg, David Lundmark - Lancelots vänner (kören)

## Papperskalender

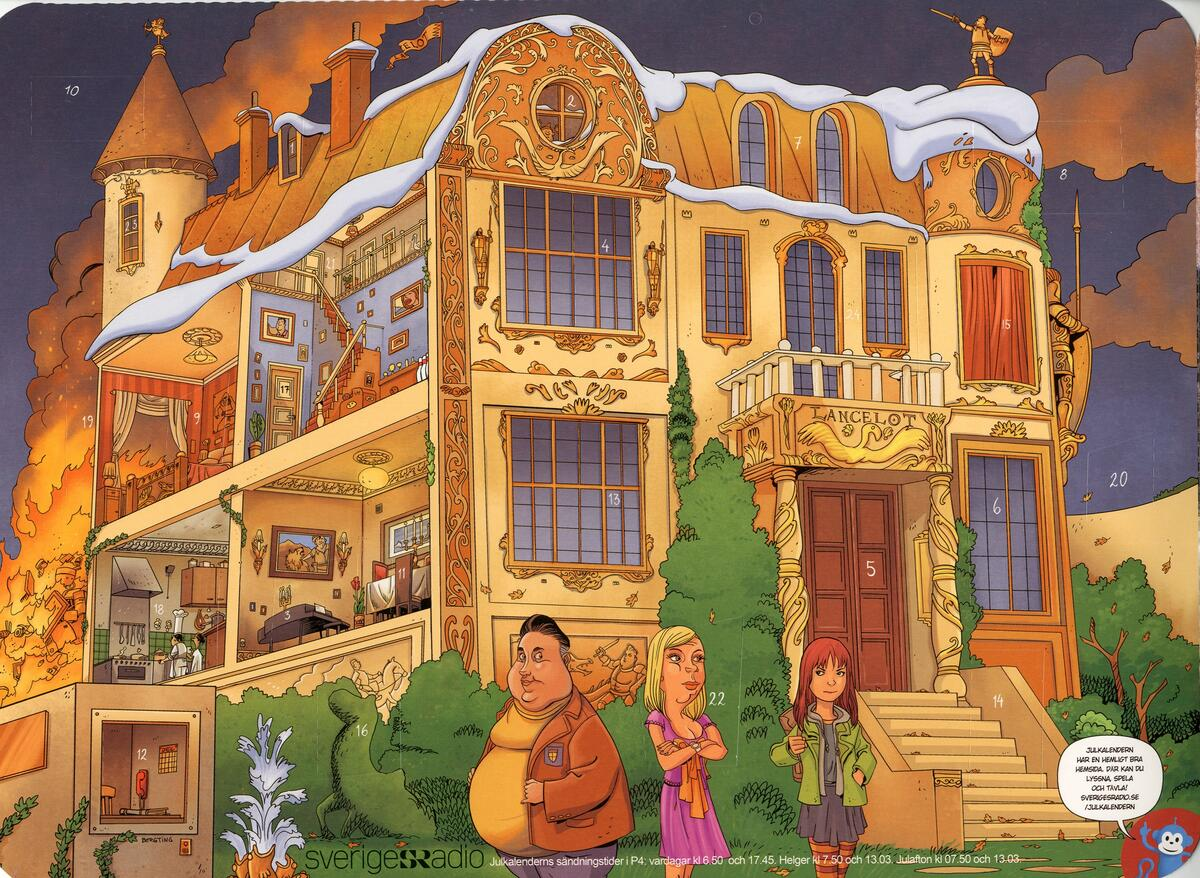
Papperskalendern

Årets papperskalender ritades av Peter Bergting och föreställer huvudpersonerna framför ett hus som det står Lancelot på. Bakom huset brinner något stort.

### Fotnoter
1. ↑  ”Svensk mediedatabas”. http://smdb.kb.se/catalog/search?q=%22Allt+du+%C3%B6nskar%22+typ%3Aradio&sort=OLDEST. Läst 21 januari 2012.